# Sud-Est SE 3120
Die Sud-Est SE 3120 „Alouette“ war ein zweisitziger Mehrzweckhubschrauber des französischen Herstellers „Société Nationale de Constructions Aéronautiques de Sud-Est“ (SNCASE) vom Ende der 1940er und Anfang der 1950er Jahre.

## Entwicklungsgeschichte
Erste Erfahrungen mit dem Bau von Hubschraubern erlangte Sud-Est mit der SE 3000 einem Nachbau der Focke-Achgelis Fa 223, die nach dem Zweiten Weltkrieg unter der Leitung von Professor Henrich Focke entstand, und dessen einziges Exemplar am 23. Oktober 1948 zum ersten Mal flog. Nach dem Weggang von Focke selbst verblieben jedoch noch einige deutsche Konstrukteure bei SNCASE, die zusammen mit französischen Ingenieuren nach einem Auftrag des Ministère de L’Air einen einsitzigen Leichthubschrauber mit der Bezeichnung SE 3101 entwickelten. Dieser war gedacht als verkleinertes fliegendes Modell für einen zwölfsitzigen Transporthubschrauber (SE 3100). Mit einem 100-PS-Triebwerk konnte beim Erstflug am 15. Juni 1948 nur eine „Flughöhe“ von 50 cm erreicht werden.
Danach erfolgte eine Weiterentwicklung zur Sud-Est SE 3110. SE 3101 und SE 3110 besaßen noch die für damalige Focke-Konstruktionen üblichen Zwillingsheckrotoren (s. IPD BF-1 Beija-Flôr und Borgward Kolibri). Bevor jedoch ein Prototyp der SE 3110 gebaut wurde, revidierte man die Konstruktion. Diese Maschine bekam die Bezeichnung Sud-Est SE 3120. Sie besaß eine zweisitzige Rumpfgondel, ein einfaches, zweikufiges Fahrwerk und der Heckausleger war eine einfache Gitterkonstruktion. Das Rotorsystem bestand aus einem Dreiblatt-Hauptrotor und einem Zweiblatt-Heckrotor, die von einem Salmson Sternmotor angetrieben wurden. Der Erstflug des Hubschraubers erfolgte am 31. Juli 1952. Am 2. Juli 1953 stellte der Hubschrauber mit 13 Stunden 56 Minuten einen Rundkurs-Weltrekord im Dauerflug auf. Die SE 3120 bildete den Anfang der erfolgreichen Serie der Alouette-Hubschrauber.

## Technische Daten
| Kenngröße             | Daten                  |
| --------------------- | ---------------------- |
| Länge                 | 10,45 m                |
| Höhe                  | 2,90 m                 |
| Hauptrotor Ø          | 11,60 m                |
| Hauptrotorkreisfläche | 105,68 m²              |
| Leergewicht           | 750 kg                 |
| max. Startgewicht     | 1.250 kg               |
| Höchstgeschwindigkeit | 125 km/h               |
| Flugdauer             | 2,25 Stunden           |
| Dienstgipfelhöhe      | 4.000 m                |
| Triebwerk             | Sternmotor Salmson 9NH |
| Leistung              | 149 kW (200 PS)        |